# USA Network (América Latina)
USA Network é um canal de televisão por assinatura dedicado a séries e filmes disponível para a América Latina. Trata-se de uma franquia do canal homônimo estadunidense, de propriedade da NBCUniversal. No Brasil, a administração do canal está a cargo da Globo, em colaboração com a NBCUniversal International Networks. Enquanto que, em outras partes da América Latina, a distribuição é conduzida pela Ole Distribution, também em parceria com a NBCUniversal International Networks.
O canal teve sua primeira versão na América Latina em 1994 e no Brasil em 1996, sendo substituído pelo Universal Channel em 2004. Em 1º de outubro de 2023, foi relançado em substituição ao Syfy.

## História
A USA Network iniciou suas transmissões para a América Hispânica em 21 de setembro de 1994. Já no Brasil, foi oficialmente lançado em 10 de maio de 1996, como resultado de uma parceria entre a Globosat e a USA Networks International, empreendimento conjunto entre Universal e Paramount. Com investimentos estimados em até US$ 10 milhões para sua transmissão no Brasil, o canal se destacou por oferecer uma programação diversificada, incluindo filmes das renomadas Universal e Paramount, séries de comédia, clássicos como Miami Vice e MacGyver, além de programas populares nos Estados Unidos, como Entertainment Tonight e Hard Copy. A estratégia da Globosat em trazer o USA Network para o país foi impulsionada pelo rápido crescimento do mercado brasileiro de TV por assinatura, alcançando aproximadamente 1 milhão de assinantes na época. A campanha de divulgação envolveu investimentos significativos, com uma verba de comunicação estimada em US$ 1 milhão.
De 1999 até 2001, o USA Network apresentava blocos de programação com base em outros canais pertencentes à Universal, como o Rua 13/Calle 13, que tinha como foco o suspense e ação, e o Sci-Fi, dedicado à fantasia e ficção científica.
Em 2004, o canal passou por uma significativa transformação, anunciando oficialmente sua mudança de nome para Universal Channel, efetivada em 1º de setembro. A alteração visava proporcionar uma identidade mais significativa ao público latinoamericano, desvinculando-se da sigla USA e enfatizando a associação com a renomada Universal Studios. Essa mudança estratégica coincidiu com uma revisão na programação, destacando séries inéditas e um novo foco em produções do gênero investigação.
Em setembro de 2023, a NBCUniversal anunciou o retorno do USA Network em substituição ao canal Syfy, especializado em ficção científica, terror e fantasia, a partir de 1º de outubro.